# آنا بير
آنا بير (بالإنجليزية: Anna Beer)‏ هي كاتبة سير وكاتِبة بريطانية، ولدت في 1964.